# Ли Джэ Хёк
Ли Джэ Хёк (кор. 이재혁?, 李在赫?, р.20 мая 1969) — южнокорейский боксёр, призёр Олимпийских игр.

## Биография
Родился в 1969 году. В 1988 году стал бронзовым призёром Олимпийских игр в Сеуле.